# Eiskögele
Eiskögele är ett berg i Österrike. Det ligger i distriktet Lienz och förbundslandet Tyrolen, i den centrala delen av landet. Toppen på Eiskögele är 3 288 meter över havet.
Den högsta punkten i närheten är Romariswandköpfe, 3 511 meter över havet, 1,3 km sydost om Eiskögele.
Trakten runt Eiskögele består i huvudsak av kala bergstoppar och isformationer.